# 西路道
西路道，中华民国初期行政区划名。
- 奉天省西路道，民国二年1月，北京政府公布三个《划一令》。次月，裁兴凤道，划全省为中路道、东路道、西路道、南路道、北路道5道。民国二年（1913年）9月裁撤西路道。
- 福建省西路道，1913年2月以清末汀漳龙道区域置，治龙溪县（今福建漳州市）。属福建省。辖龙溪、长汀、宁化、上杭、武平、清流、连城、归化、永定、云霄、漳浦、南靖、长泰、平和、诏安、海澄、龙岩直隶州、漳平、宁洋等厅州县。辖区相当今福建省龙岩市全境和三明市南部。1914年6月改名汀漳道。